# ربض أحمر
ربض أحمر (الاسم العلمي:Huernia rubra) هو نوع غير مؤكد من النباتات يتبع جنس الربض من الفصيلة الدفلية.